# Casa reial de Mallorca
La casa reial de Mallorca va ser una branca dinàstica sorgida a partir de la casa de Barcelona arran del testament de Jaume I (1262), que va instaurar una línia sobirana pròpia per al nou regne de Mallorca. Inicialment aquest regne comprenia Mallorca, Eivissa i Formentera, a més dels drets i tributs sobre l'emirat de Menorca, governat pels musulmans. També incloïa els comtats del Rosselló i la Cerdanya, el feu de la vila de Cotlliure, el senyoriu i la baronia de Montpeller, la baronia d'Omeladès i el vescomtat de Carladès. A més, exercia un cert control feudal sobre el Donasà, els castells de Queragut i Usson (situats al comtat de Foix) i la vall Ferrera, al Pallars Sobirà.

## Història
La casa reial de Mallorca va sorgir el 1275 arran de l'aplicació del darrer testament de Jaume I d'Aragó, on es repartien els seus dominis entre els seus fills Pere el Gran i Jaume II de Mallorca. La Casa Reial de Mallorca la formen tots els descendents de la branca mallorquina del Casal d'Aragó, ja siguin reis, reines, infants o infantes. Es considerava als fills il·legítims com família del rei i malgrat això se'ls coneixia pel cognom: de Mallorca, com a Pagà de Mallorca, germanastre natural del rei Jaume III.
Jaume II de Mallorca i els seus descendents estaven obligats a jurar vassallatge i a retre homenatge al rei d'Aragó cada vegada que aquest així ho decidís. La branca mallorquina del Casal d'Aragó governà entre els segles xiii i el xiv.
Aquests foren els seus reis i legítims hereus:
- Jaume I d'Aragó: Primer rei de Mallorca (1229-1275)
- Jaume II de Mallorca: Primer rei privatiu del regne de Mallorca (1275-1285 / 1298-1311)
- Sanç I de Mallorca (1311-1324)
- Regència de l'Infant Felip de Mallorca i de Foix (1324-1328)
- Jaume III de Mallorca (1324-1349)

Jaume III de Mallorca fou desposseït de les seves possessions per Pere el Cerimoniós el 1343 i els seus descendents foren aspirants al tron:
- Jaume IV de Mallorca: rei nominal del regne de Mallorca (1337-1375)
- Elisabet de Mallorca: reina nominal del regne de Mallorca (1338-v1404)

Els únics descendents directes que no varen poder regnar foren els de la reina Elisabet I de Mallorca, sobretot la descendència de la filla d'aquesta, Margalida de Montferrat, comtessa d'Urgell.

## Símbols

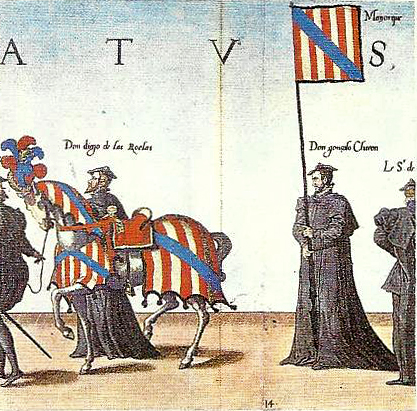
Símbols de Mallorca a les exèquies de Carles V.

L'escut que incorpora una franja blava sobre les tradicionals barres vermelles i grogues de la Corona d'Aragó, és un símbol heràldic amb una història peculiar i poc documentada. Aquesta variant apareix en alguns armorials estrangers dels segles xiii i xiv, com l’Armorial de Vermandois i l’Armorial de Wijnbergen, on s'associa amb el regne de Mallorca. Malgrat això, els reis mallorquins utilitzaven de manera predominant l'escut amb les quatre barres netes, sense cap afegit, com a símbol del seu regne.
Al segle xvi, l'escut amb la banda diagonal blava reapareix en contextos puntuals, com el Livro do Armeiro Mor (1509) o les exèquies de Carles V celebrades a Brussel·les el 1558. Aquest ús podria obeir a la necessitat de diferenciar el regne de Mallorca dins la complexa estructura de la Corona d'Aragó, especialment en entorns internacionals on calia establir una identitat pròpia. No obstant això, dins el territori mallorquí, les quatre barres simples van continuar sent el símbol principalment utilitzat per la monarquia i les institucions del regne, un ús que es va mantenir fins al segle xviii.

## Organització
Les Lleis Palatines, promulgades per Jaume III de Mallorca el 9 de maig de 1337, regulaven l'organització i el funcionament de la cort reial, la cancelleria i la gestió financera del regne de Mallorca. Aquest corpus legislatiu, dividit en vuit parts, detallava les funcions del personal de palau, incloent deures, normes de conducta i protocol. També establia les responsabilitats de quatre alts càrrecs: el majordom, el camarlenc, el canceller i el mestre racional, encarregats de supervisar les seves respectives àrees.
Les lleis incorporaven elements del dret consuetudinari i d'ordenacions prèvies, alhora que introduïen innovacions, com l’augment del nombre d'oficials i la definició més clara de les seves funcions. Inspirades per figures com Felip de Mallorca i Ramon Llull, aquestes normes configuraven una cort reial amb estructures i protocols únics, diferenciant-se de les altres monarquies medievals.
Després de l'ocupació de Mallorca per Pere el Cerimoniós el 1343, es va intentar localitzar aquest corpus legal, però no es trobà, ja que probablement Jaume III se l’havia emportat durant la seva fugida. Tot i això, algunes de les seves disposicions es van adaptar per a les ordenacions de la casa reial aragonesa.

## Tombes de la Casa Reial de Mallorca
| Casa Reial                           | Llinatge              | Regnat                  | Sobirà                             | Imatge           | Sepulcre                                | Estat                                                                                         |
| ------------------------------------ | --------------------- | ----------------------- | ---------------------------------- | ---------------- | --------------------------------------- | --------------------------------------------------------------------------------------------- |
| Creació del regne de Mallorca (1230) |                       |                         |                                    |                  |                                         |                                                                                               |
| Casa reial de Mallorca               | Llinatge de Barcelona |                         |                                    |                  |                                         |                                                                                               |
| Casa reial de Mallorca               | Llinatge de Barcelona | 1230 – 1276             | Jaume I d'Aragó, el Conqueridor    | Tomba de Jaume I | Reial Monestir de Santa Maria de Poblet | * Profanada i destruïda durant les desamortitzacions espanyoles. * Reconstrucció (1940-1952). |
| Casa reial de Mallorca               | Llinatge de Barcelona | 1276 – 1285 1295 – 1311 | Jaume II de Mallorca, el Prudent   |                  | Catedral de Mallorca                    | Reconstruïda el 1947.                                                                         |
| Casa reial de Mallorca               | Llinatge de Barcelona | 1311 – 1324             | Sanç I de Mallorca, el Pacífic     | Tomba de Sanç I  | Catedral de Perpinyà                    | Reconstruïda el 1966.                                                                         |
| Casa reial de Mallorca               | Llinatge de Barcelona | 1324 – 1335             | Felip de Mallorca                  |                  | Desconegut                              | Desconegut                                                                                    |
| Casa reial de Mallorca               | Llinatge de Barcelona | 1335 – 1349             | Jaume III de Mallorca, el Temerari |                  | Catedral de Palma (des de 1905)         | Reconstruïda el 1947.                                                                         |
| Casa reial de Mallorca               | Llinatge de Barcelona | 1349 – 1375             | Jaume IV de Mallorca               |                  | Convent de Sant Francesc de Sòria       | Desconegut                                                                                    |
| Casa reial de Mallorca               | Llinatge de Barcelona | 1375 – 1404             | Elisabet de Mallorca               |                  | Desconegut                              | Desconegut                                                                                    |

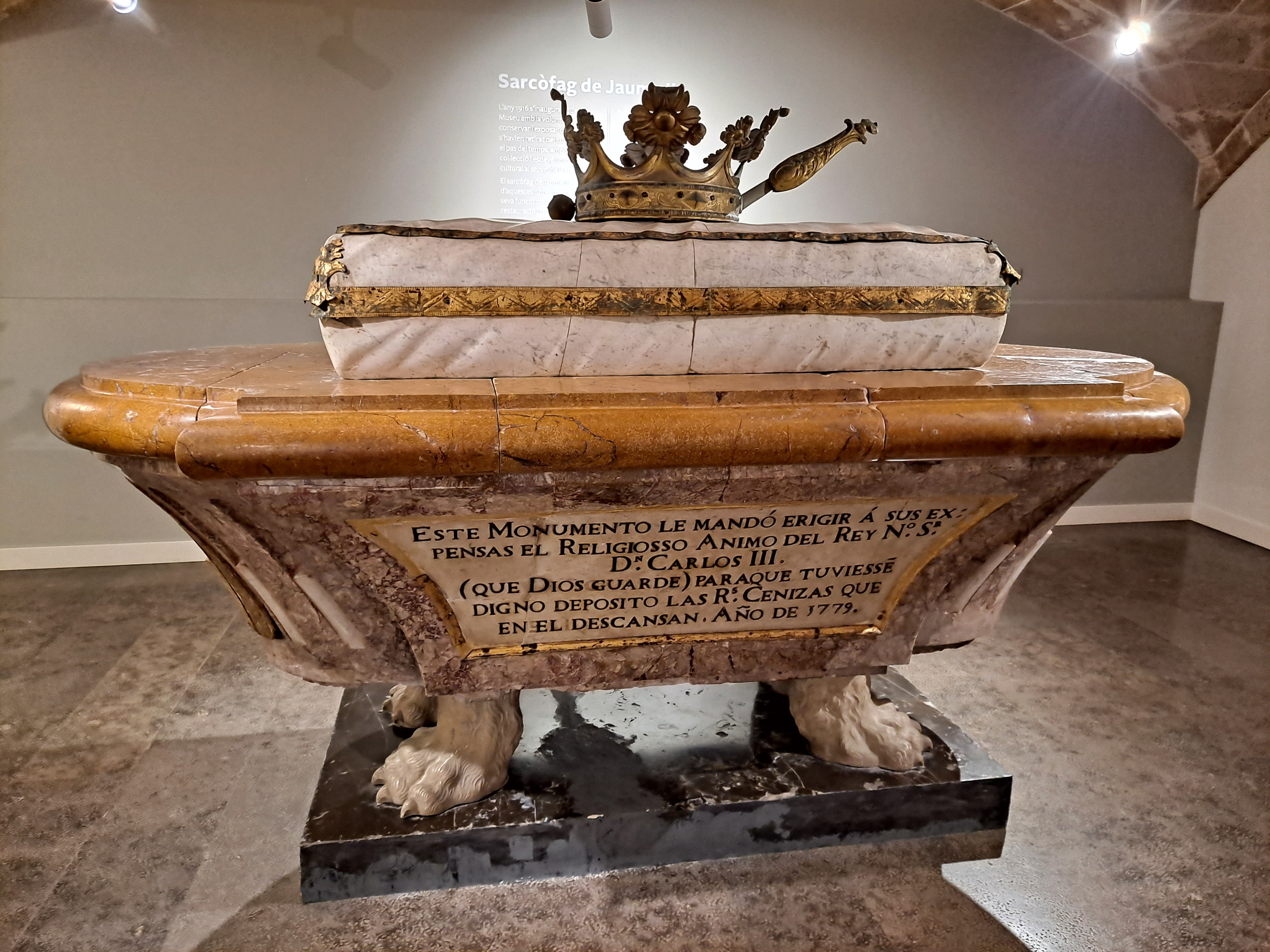
Sarcòfag de Jaume II, comanat per Carles III, al Museu d'Art Sacre de Mallorca.

El sepulcre de Jaume II de Mallorca, situat a la capella de la Trinitat de la catedral de Mallorca, ha tingut una història plena de trasllats i restauracions. L'any 1300, Jaume II va ordenar la construcció d'aquesta capella amb la intenció de ser-hi enterrat en cas de morir a l'illa. Quan el monarca va morir el 29 de maig de 1311, el seu desig es va complir i fou enterrat en aquesta capella, que encara estava en construcció.
Durant segles, el sepulcre va ser objecte de múltiples modificacions. Inicialment, el cos del monarca es trobava en un sarcòfag de fusta decorat amb un drap blau amb les armes reials de Mallorca. Al llarg del temps, la degradació del sepulcre va obligar a renovar-lo diverses vegades, com ara el canvi de tela el 1588 i la construcció d'un panteó de pedra ordenat per Carles III el 1779. Aquest nou sepulcre pretenia protegir millor els restes del monarca, ja que fins aleshores era habitual que els visitants maneguessin el sarcòfag.
A principis del segle xx, sota la reforma de la catedral dirigida per Antoni Gaudí i impulsada pel bisbe Pere Joan Campins, el panteó de pedra va ser traslladat al Museu d'Art Sacre de Mallorca. Les restes de Jaume II van ser dipositades temporalment en un fèretre de fusta dins la mateixa capella, esperant un nou sepulcre definitiu. Paral·lelament, el 1905 es van traslladar a la catedral les restes de Jaume III, que des del segle xiv descansaven a València per ordre de Pere el Cerimoniós. Finalment, el 1946, l'escultor Frederic Marès va dissenyar dos nous sarcòfags d'estil classicista per a Jaume II i Jaume III. L'any següent les restes mortals dels dos monarques van ser dipositades dins aquests nous sepulcres, situats a la capella de la Trinitat, on reposen actualment.